# Simon Sandberg
Simon Sandberg, né le 25 mars 1994 à Partille en Suède, est un footballeur international suédois qui évolue au poste d'arrière droit à l'IK Sirius.

## Biographie

### BK Häcken
Né à Partille en Suède, Simon Sandberg est formé au BK Häcken, avec qui il fait ses débuts en professionnels. Il joue son premier match en pro le 23 mai 2013, lors d'une rencontre de championnat remportée par le BK Häcken face au Syrianska FC (3-0).
Sandberg inscrit son premier but en professionnel le 8 mars 2014, lors d'une rencontre de coupe de Suède face au Sandvikens IF. Il est titularisé et participe à la victoire de son équipe par quatre buts à un.

### Levski Sofia
Le 9 juillet 2016 il fait le choix de rejoindre la Bulgarie en s'engageant avec le Levski Sofia pour un contrat de trois ans. Une expérience qui ne sera pas couronnée de succès, Sandberg jouant seulement cinq matchs et quittant le club en 2017.

### Hammarby IF
Sandberg fait son retour dans son pays natal en janvier 2018 en s'engageant pour deux saisons à l'Hammarby IF. Il fait sa première apparition sous ses nouvelles couleurs le 18 février 2018 contre le Vasalunds IF en Svenska Cupen. Son équipe s'impose sur le score de trois buts à un ce jour-là. Sandberg s'impose rapidement comme un titulaire indiscutable à Hammarby.

### Retour au BK Häcken
Libre de tout contrat après son départ de l'Hammarby IF, Simon Sandberg s'engage le 21 février 2023 avec le club de ses débuts, le BK Häcken. Il signe pour un contrat courant jusqu'en décembre 2025 et avec l'objectif de gagner de nouveaux titres,.

### PAS Lamia
Le 27 juillet 2024, Simon Sandberg rejoint la Grèce et le club du PAS Lamía.

### IK Sirius
Le 24 mars 2025, Simon Sandberg rejoint librement l'IK Sirius. Il signe un contrat courant jusqu'à l'été 2025.

### En sélection
Simon Sandberg représente l'équipe de Suède des moins de 19 ans, pour un total de huit sélections, toutes obtenues en 2013.
Simon Sandberg honore sa première sélection avec l'équipe nationale de Suède le 12 janvier 2020, en match amical contre le Kosovo. Il est titulaire au poste d'arrière droit ce jour-là et son équipe s'impose sur le score d'un but à zéro.

## Palmarès
BK Häcken
- Vainqueur de la Svenska Cupen
  - 2015-2016

 Hammarby IF
- Vainqueur de la Svenska Cupen
  - 2020-2021.